# Loạn cảm giác bản thể
Loạn cảm giác bản thể (tiếng Anh: cenesthopathy coenesthesiopathy, tiếng Pháp: cénestopathie, nguồn gốc từ tiếng Hy Lạp cổ đại κοινός(koinós) "chung", αἴσθησῐς (aísthēsis) "cảm giác", "nhận thức" + πᾰ́θος (páthos) "cảm giác, sự đau khổ, tình trạng") là một thuật ngữ tâm thần học để chỉ một triệu chứng hiếm gặp. Bệnh nhân loạn cảm giác bản thể có cảm giác bị bệnh và cảm giác này không khu trú ở một vùng nào trên cơ thể. Đặc biệt, loạn cảm giác bản thể được đặc trưng bởi các cảm giác bên trong cơ thể khác thường và kỳ quái (ví dụ: cảm giác có cuộn dây nhét trong miệng; cảm giác căng, nóng rát, đè nét, nhột, v.v. xảy ra ở các bộ phận khác nhau của cơ thể, v.v.).

## Tâm thần phân liệt thể loạn cảm giác bản thể
Sự xuất hiện rõ ràng của ảo giác ở 18% số người được chẩn đoán tâm thần phân liệt dẫn đến việc hình thành một phân nhóm tâm thần phân liệt riêng biệt trong ICD-10, được gọi là tâm thần phân liệt thể loạn cảm giác bản thể (Cenesthopathic schizophrenia). Tâm thần phân liệt thể loạn cảm giác bản thể được bao gồm (nhưng không được định nghĩa) trong mục "tâm thần phân liệt khác" (mã F20.8) trong Phân loại thống kê quốc tế về bệnh và các vấn đề sức khỏe liên quan phiên bản 10 (ICD-10).

## Lịch sử
Loạn cảm giác bản thể (nguyên văn tiếng Pháp: cénestopathie) là một thuật ngữ do các bác sĩ thần kinh-tâm thần người Pháp Ernest Ferdinand Pierre Louis Dupré và Paul Camus tạo ra vào năm 1907.